# Harold Harmsworth
Harold Sidney Harmsworth, in seguito Lord Rothermere (Londra, 26 aprile 1868 – Bermuda, 26 novembre 1940) è stato un editore, giornalista e nobile britannico.
Fondatore, assieme al fratello Alfred C. W. Harmsworth del quotidiano inglese Daily Mail e successivamente del Daily Mirror. Fu uno dei pionieri del giornalismo popolare. Durante gli anni trenta fu uno dei maggiori sostenitori britannici della Germania nazista. Presumibilmente era convinto che il Partito Nazionalsocialista avrebbe aiutato a restaurare la monarchia tedesca. Ha coltivato i contatti per promuovere il sostegno britannico alla Germania.

## Biografia
Harmsworth fu il figlio di Alfred Harmsworth, un avvocato, e fratello di Alfred W. Harmsworth, divenuto Lord Northcliffe, di Cecil Harmsworth, 1º Barone Harmsworth, Sir Leicester Harmsworth, 1º Baronetto, e Sir Hildebrand Harmsworth, 1º Baronetto.
Harmsworth è stato educato alla St Marylebone Grammar School, che ha lasciato per diventare un impiegato del Board of Trade. Nel 1888 si unì alla compagnia di giornali e stampa di suo fratello maggiore Alfred, e nel 1894 lui e suo fratello acquistarono l'Evening News per £ 25.000 (sterline).

### Carriera
Nel 1896, Harmsworth e suo fratello Alfred fondarono insieme il Daily Mail, e successivamente lanciò anche il Daily Mirror. Nel 1910, Harmsworth acquistò la Glasgow Record and Mail e nel 1915 la Sunday Pictorial. Nel 1921 fu proprietario del Daily Mirror, del Sunday Pictorial, del Glasgow Daily Record, del Evening News e del Sunday Mail, e condivise la proprietà della Associated Newspapers (oggi DMG Media) con suo fratello Alfred, che era stato nominato Lord con la carica di Visconte di Northcliffe nel 1918. Il suo più grande successo arrivò con il Daily Mirror, che ha avuto una tiratura di tre milioni di copie nel 1922.
Quando il suo fratello maggiore morì nel 1922, senza un erede, Harmsworth acquistò la sua parte di proprietà dell'Associated Newspapers per 1,6 milioni di sterline, e l'anno successivo acquistò la catena di giornali Hulton, che gli diede il controllo di tre quotidiani nazionali, tre giornali nazionali della domenica, due documenti serali londinesi, quattro quotidiani provinciali e tre giornali domenicali provinciali.
Nel 1926 la Harmsworth vendette la sua rivista, Amalgamated Newspapers, e si trasferì nel campo dell'editoria provinciale di giornali. Nel 1928 fondò la Northcliffe Newspapers Ltd e annunciò che intendeva lanciare una catena di giornali serali nelle principali città di provincia. Seguì poi la cosiddetta "guerra dei giornali" del 1928-29, che culminò con Harmsworth che stabilì nuovi documenti serali a Bristol e Derby, e ottenendo un interesse di controllo sui giornali di Cardiff. Alla fine del 1929 il suo impero consisteva in quattordici giornali quotidiani e domenicali, con una partecipazione consistente in altri tre.
I discendenti di Rothermere continuano a controllare il Daily Mail e il General Trust.
Rothermere era un membro attivo del Sylvan Debating Club, fondato da suo padre. Partecipò per primo come visitatore nel 1882 e in seguito prestò servizio come tesoriere.

### Politica e tendenze
Harmsworth fu nominato Baronetto, di Horsey nella contea di Norfolk, nel 1910. Fu elevato al titolo nobilliare, come Barone Rothermere, di Hempstead nella contea del Kent, nel 1914.

### Vita Pubblica
Rothermere è stato presidente del Consiglio Reale dell'Aviazione (Royal Air Council) nel governo di David Lloyd George per un certo periodo (1917-18) durante la prima guerra mondiale. Nel 1921, fondò la Lega Anti-Spreco, per combattere ciò che considerava un'eccessiva spesa pubblica.
Nel 1930 Rothermere acquistò la proprietà del vecchio sito dell'ospedale Bethlem a Southwark. Lo ha donato al County Council di Londra per essere trasformato in uno spazio pubblico aperto, per essere conosciuto poi come il Geraldine Mary Harmsworth Park in memoria di sua madre, a beneficio delle "splendide madri in lotta di Southwark".

### Revisione dei trattati del Primo Dopoguerra
Rothermere ha fortemente sostenuto la revisione del trattato del Trianon a favore dell'Ungheria. Il 21 giugno 1927 pubblicò un editoriale sul Daily Mail, intitolato "Hungary's Place in the Sun", in cui sosteneva un piano dettagliato per riportare in Ungheria vasti territori perduti alla fine della prima guerra mondiale. Questa posizione coraggiosamente pro-ungherese è stata accolta con estatica gratitudine in Ungheria.

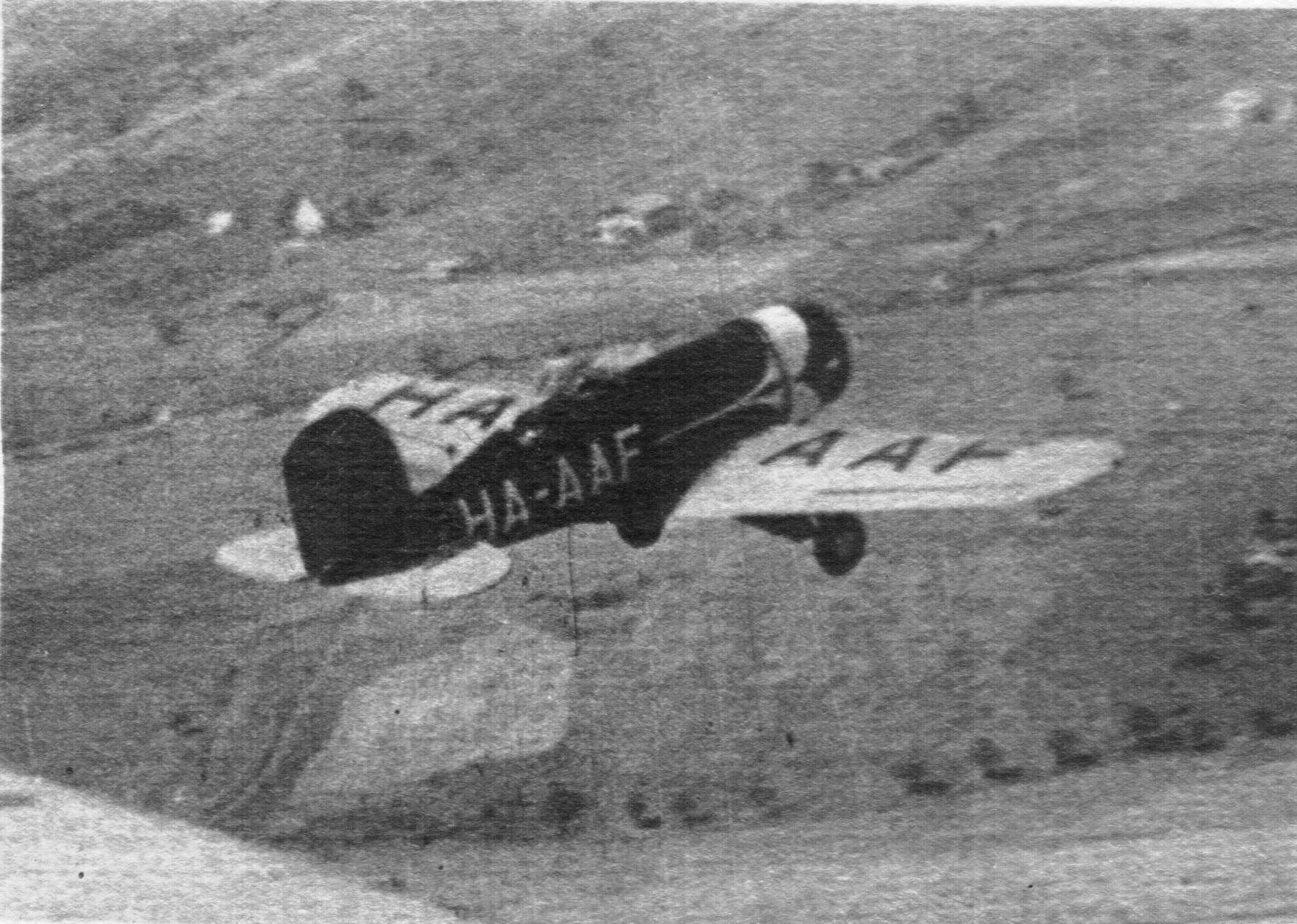
Volo transatlantico non-stop di Endresz György con Justice for Hungary, 15 luglio 1931

Molti in Inghilterra furono colti alla sprovvista dall'appassionata adesione di Rothermere alla causa ungherese; si diceva che il "barone della stampa" fosse stato convinto dal fascino di una seduttrice ungherese, in seguito identificata come l'austriaca Stephanie von Hohenlohe, una principessa. Il figlio di Rothermere, Esmond, fu accolto in "pompa magna" durante una visita a Budapest, e alcuni militanti politici in Ungheria si interrogarono sul presunto interesse di Rothermere per un posto sul trono ungherese. In seguito, Rothermere ha smentito. Ma la sua corrispondenza privata indica il contrario. Ha acquistato proprietà in Ungheria nel caso in cui la Gran Bretagna dovesse cadere in un'invasione sovietica. C'è un memoriale a Rothermere a Budapest.

### La politica diappeasemente il sostegno a Hitler
Negli anni trenta Rothermere usò i suoi giornali per cercare di influenzare la politica britannica, in particolare riflettendo il suo forte sostegno all'appeasement (riappacificazione) della Germania nazista, e furono gli unici giornali principali a sostenere un'alleanza con la Germania. Per un certo periodo, nel 1934, i giornali di Rothermere sostenevano la British Union of Fascists (BUF), e furono di nuovo gli unici giornali importanti a farlo. Il 15 gennaio 1934 il Daily Mail pubblicò un editoriale scritto da Rothermere intitolato Evviva le camicie nere, lodando Oswald Mosley per il suo "suono, buon senso, dottrina conservatrice".
Rothermere visitò e scriveva ad Hitler. Il 1º ottobre 1938, Rothermere inviò a Hitler un telegramma a sostegno dell'invasione tedesca dei Sudeti, esprimendo la speranza che "Adolf il Grande" sarebbe diventato una figura popolare in Gran Bretagna.
Era anche a conoscenza della minaccia militare della Germania in ripresa, di cui aveva avvertito J. C. C. Davidson, allora presidente del partito conservatore, e negli anni '30 Rothermere combatteva per l'aumento delle spese per la difesa da parte della Gran Bretagna. Ne scrisse nel suo libro del 1939 "My Fight to Rearm Britain". Il suo interesse per il movimento fascista sembra essere stato principalmente un baluardo contro il bolscevismo, mentre apparentemente non era cosciente di alcuni dei pericoli del movimento.

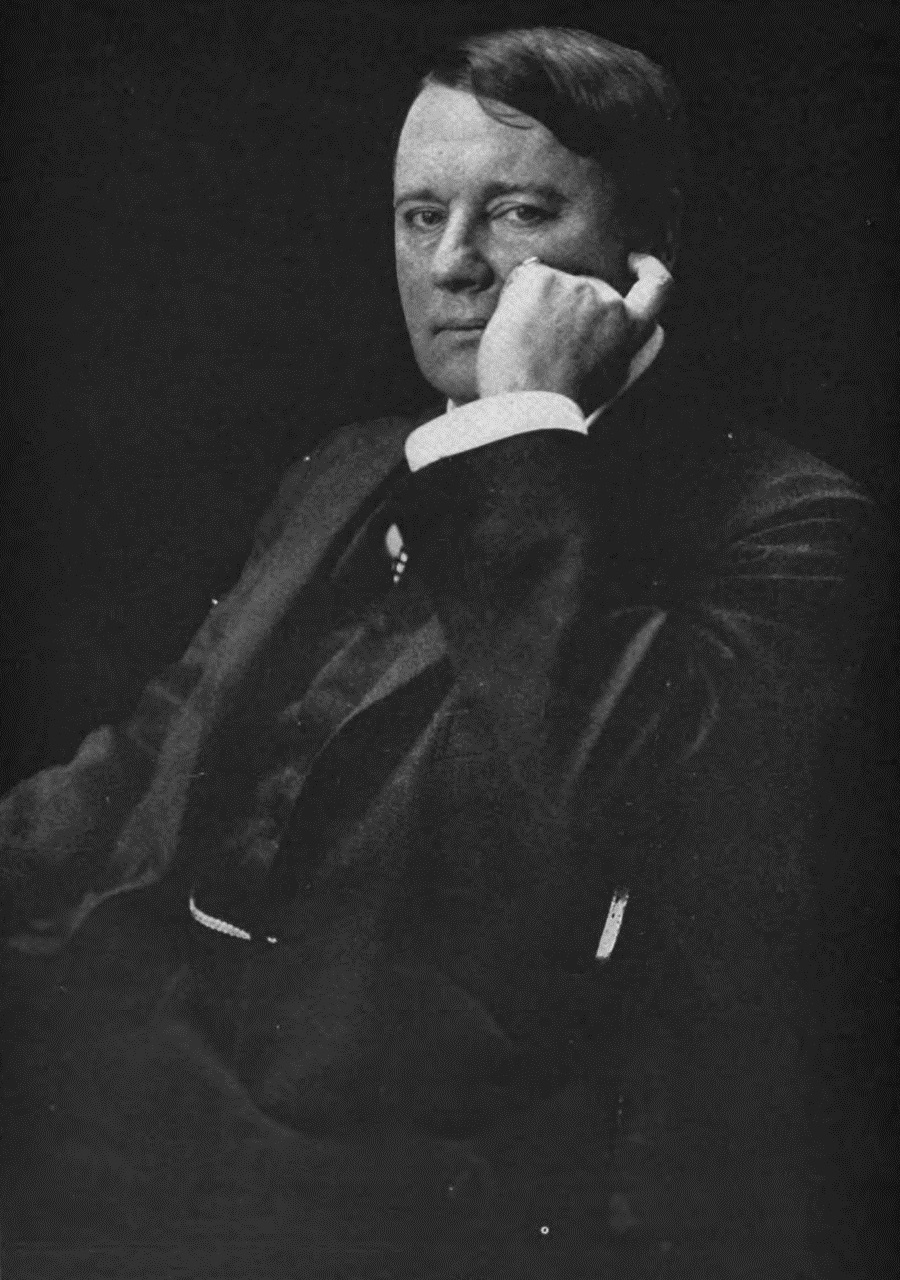
Alfred Harmsworth, fratello di Harold.

Numerosi documenti segreti britannici dell'MI5, relativi agli anni della guerra, furono declassificati e pubblicati nel 2005. Mostrano che Rothermere scrisse ad Adolf Hitler nel 1939, congratulandosi con lui per l'annessione della Cecoslovacchia e incoraggiandolo a invadere la Romania. Ha descritto il lavoro di Hitler come "grande e sovrumano".
I documenti dell'MI5 mostrano anche che all'epoca Rothermere stava pagando un fermo annuale di £ 5.000 all'anno a Stephanie von Hohenlohe, sospettata da francesi, britannici e americani di essere una spia tedesca, poiché voleva che lo avvicinasse ai fidati di Hitler. Rothermere fu anche incoraggiato a promuovere la Germania dell'epoca nella sua cerchia di influenti contatti inglesi. Era conosciuta come "la conduttrice nazista di punta di Londra". I servizi segreti l'avevano monitorata dal suo arrivo in Gran Bretagna negli anni venti e la consideravano "una persona estremamente pericolosa". Mentre la seconda Guerra mondiale incombeva, Rothermere fermò i pagamenti e la loro relazione si deteriorò in minacce e azioni legali, che lui perse.
Appare nel romanzo di Dennis Wheatley del 1934, Black August, su un tentativo di acquisizione della Gran Bretagna da parte dei comunisti, sotto il nome di Lord Badgerlake (solo un sinonimo per lago). Badgerlake sostiene una forza paramilitare chiamata "Greyshirts", che sostiene il governo durante la rivolta. Qualsiasi legame con il fascismo viene smentito e il romanzo non finisce con una dittatura (il nuovo governo, infatti, abroga la legge sulla difesa del regno per garantire la libertà del soggetto).

### Interesse nell'aviazione
Nel 1934, Rothermere ordinò una versione con motore Mercury del monoplano da cabina tipo 135 Bristol per uso personale, come parte di una campagna per la diffusione dell'aviazione commerciale. Primo volo nel 1935, il Bristol Tipo 142 suscitò grande interesse nei circoli del Ministero dell'Aeronautica, perché la sua velocità massima di 307 miglia all'ora era superiore a quella di qualsiasi caccia della Royal Air Force in servizio. Lord Rothermere presentò l'aereo, chiamato "Britain First", alla nazione per la valutazione come bombardiere, e all'inizio del 1936, il progetto modificato fu messo in produzione come Blenheim Mk.

### Fondazione di Grand Falls-Windsor
Nel 1904, a nome di suo fratello maggiore Alfred Harmsworth e Mayson Beeton, figlio di Isabella Beeton, la famosa autrice del Book of Household Management della signora Beeton, viaggiò in Terranova, alla ricerca di una riserva di legname e alla ricerca di un sito da costruire e gestire una polpa e una cartiera. Durante la ricerca lungo il fiume Exploits si imbatterono nelle Grand Falls, nominate da John Cartwright nel 1768. Dopo che i due britannici acquistarono la terra, fecero costruire una città per sostenere i lavoratori del legname. Si è sviluppata come Grand Falls-Windsor.

### Famiglia
Lord Rothermere sposò Lilian Share, figlia di George Wade Share, il 4 luglio 1893. Avevano tre figli, i due dei quali furono uccisi durante la prima guerra mondiale:
- Capitano Harold Alfred Vyvyan St George Harmsworth MC, nato il 2 agosto 1894 e morto per ferite il 12 febbraio 1918, all'età di 23 anni, dopo aver prestato servizio con il 2º plotone delle Guardie irlandesi, in Francia. Una settimana dopo la sua morte gli è stata assegnata la croce militare al merito. È sepolto nel cimitero di Hampstead.[37]
- Luogotenente Vere Sidney Tudor Harmsworth, nato il 25 settembre 1895 e ucciso in azione, durante il primo giorno della Battaglia degli Ancre, il 13 novembre 1916, a 21 anni, mentre prestava servizio con Hawke Bn. 63ª Divisione (Royal Naval), Royal Naval Reserve. È sepolto nel cimitero britannico delle Ancre, a Beaumont-Hamel sulla Somme.
- Esmond Harmsworth, 2º Visconte Rothermere (29 maggio 1898-12 luglio 1978).